# Parablennius cornutus
 Parablennius cornutus és una espècie de peix de la família dels blènnids i de l'ordre dels perciformes.

## Morfologia
Els mascles poden assolir els 15 cm de longitud total.

## Distribució geogràfica
Es troba des del nord de Namíbia fins a Sodwana Bay (Sud-àfrica).